# Estação Polianka
Polianka (em russo:  Полянка) é uma das estações da linha Serpukhovsko-Timiriasevskaia (Linha 9) do Metro de Moscovo, na Rússia. Estação «Polianka» está localizada entre as estações «Serpukhovskaia» e «Borovitskaia».